# Lac Jugla
Le lac Jugla  (en letton : Juglas ezers) est un lac de Lettonie.
Il est situé dans le voisinage de Jugla de la banlieue de Vidzeme à Riga,.

## Description
Le lac Jugla (anciennement lac Ropaž) est un lac situé dans la partie orientale de Riga.
Il est bordé par le musée ethnographique en plein air au nord-est, Berģi à l'est, le village de la papeterie de Jugla au sud, le village zoo de Jugla à l'ouest et le voisinage de Jugla au nord-ouest.
La superficie du lac est de 5,7 km2, sa longueur est de 4,6 km, sa largeur jusqu'à 2,1 km et sa profondeur maximale 2,5 m. Le fond est sablonneux, au-dessus se trouve une couche de limon et, dans la zone de l'ancienne papeterie, il y a une couche de cellulose. Au sud se trouve la petite île de Sudrabsalinya, recouverte d'une forêt dense.
Le lac est pris d'eutrophisation, environ 80 % de la superficie est envahie par la végétation. L'eau du lac était prélevée pour l'approvisionnement en eau de Riga, de sorte que les activités économiques, y compris la pêche, étaient interdites dans le lac. Pour empêcher l'afflux d'eau de mer salée du lac Ķīšezer, des écluses ont été construites, qui sont actuellement en cours de démantèlement.
Il y a des poissons dans les eaux - gardon, perche, sandre, brochet, anguille, tanche. L'eau est utilisée pour l'approvisionnement en eau municipale. Au sud-est, près du lac, un terrain a été dégagé pour la construction de bâtiments résidentiels.

## Galerie

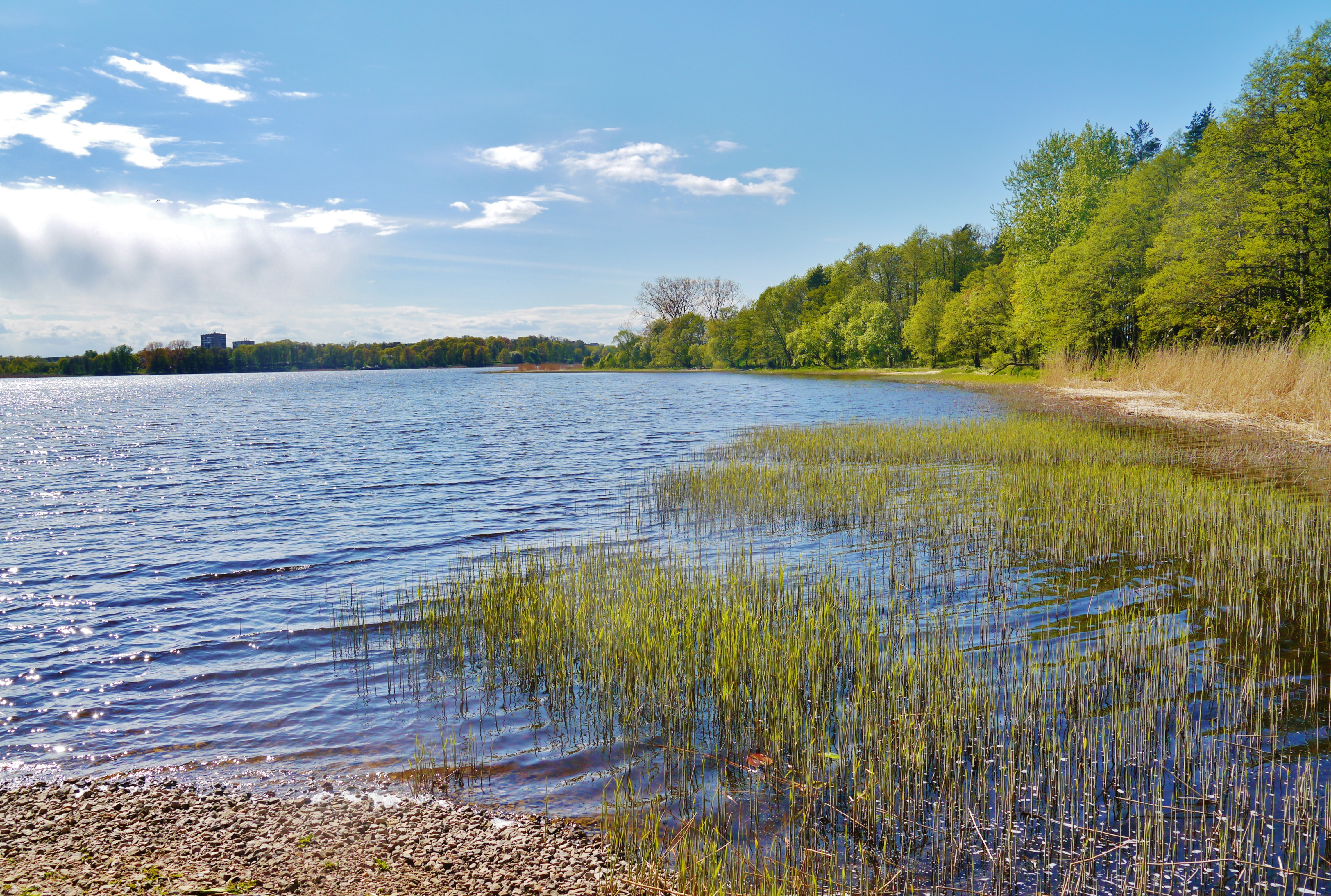
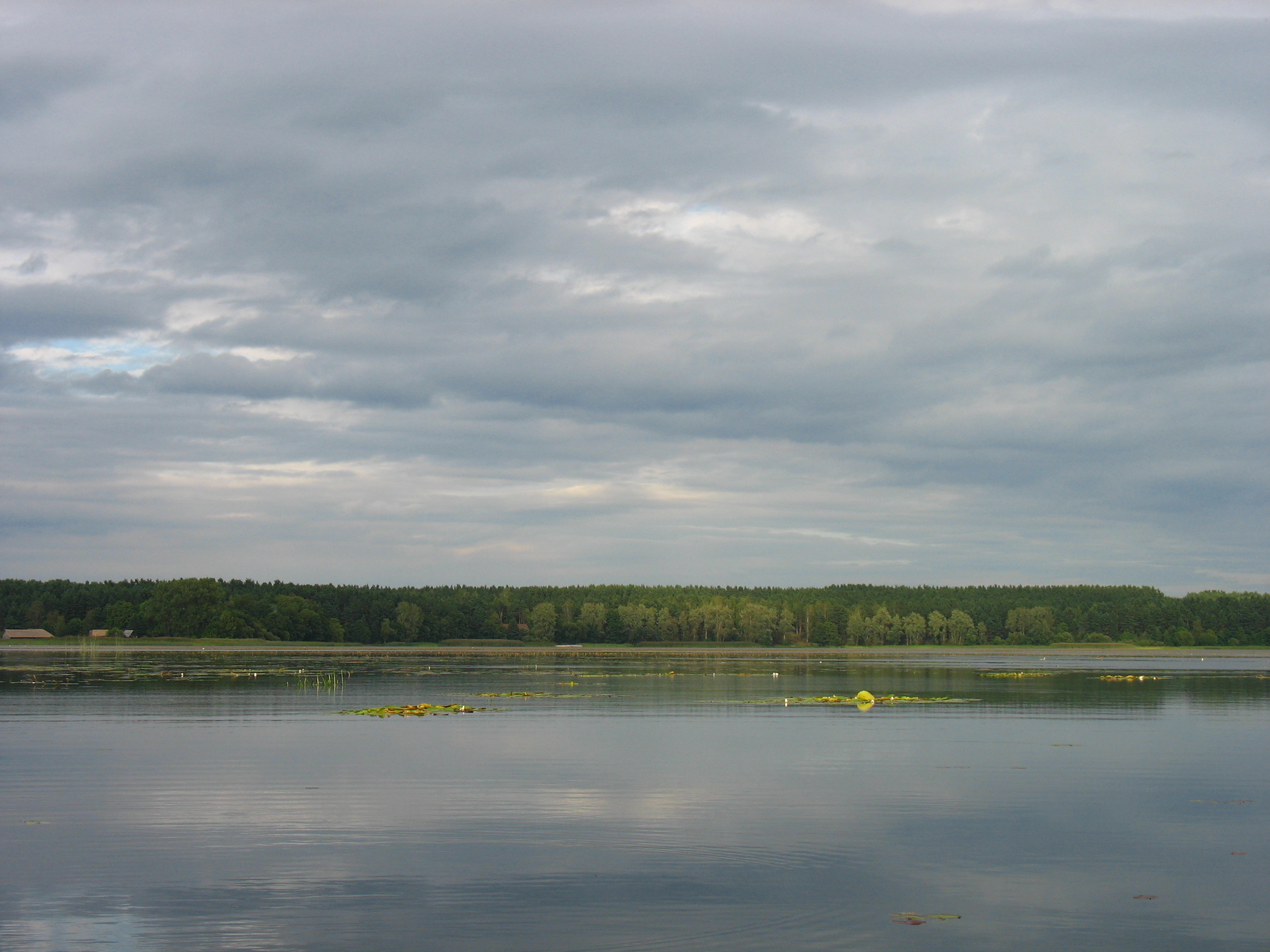
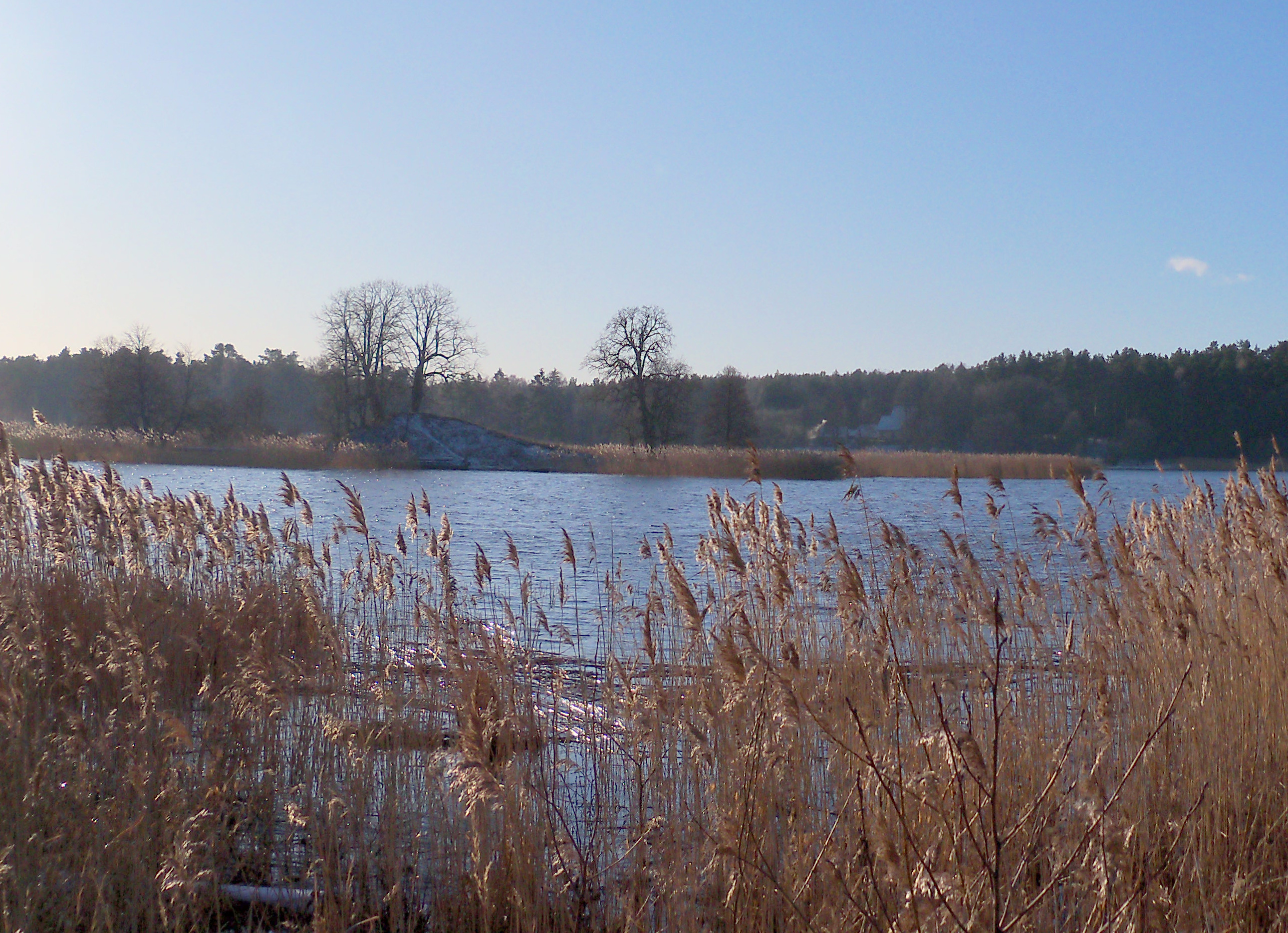
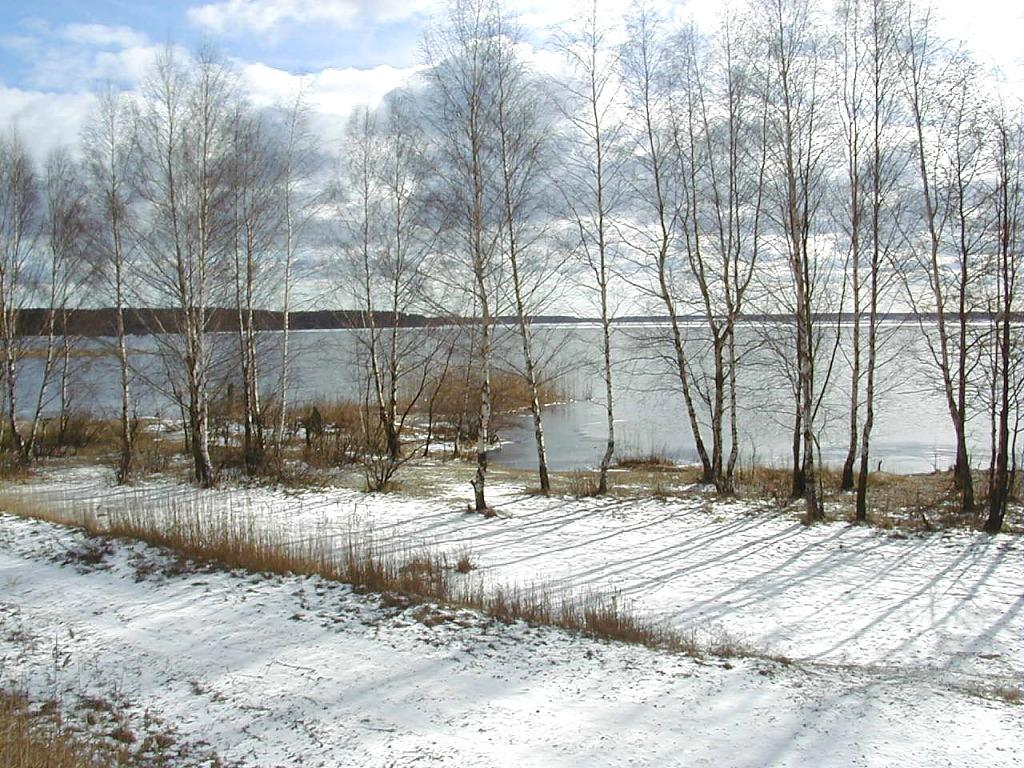